# Thalía
Thalía, pseudonimo di Ariadna Thalía Sodi Miranda (Città del Messico, 26 agosto 1971), è una cantante, compositrice e attrice messicana.
Considerata una delle artiste musicali più note e influenti dell'America Latina, al punto da essere definita la «Regina del Pop latino», con oltre 60 milioni di dischi venduti a livello mondiale tra album e singoli digitali è inoltre annoverata tra i cantanti di maggior successo commerciale nella storia del suo Paese.
Oltre alla sua lingua madre, lo spagnolo, Thalía ha registrato molti suoi brani cantando in inglese, francese, portoghese e tagalog, e ciò le ha dato la possibilità di collaborare con molti importanti artisti della scena internazionale come Tony Bennett, Michael Bublé, Robbie Williams, Laura Pausini, Marc Anthony, Fat Joe e Maluma. Grazie alla sua partecipazione in telenovele degli anni novanta e alla sua bellezza, è stata soprannominata dai messicani "Regina delle Telenovele" ("Reina de las Telenovelas") e "Imperatrice della Bellezza" ("Emperatriz de la Belleza"), inoltre è una delle poche cantanti ad avere una giornata completamente dedicata a lei (25 aprile) datole dalla città di Los Angeles e chiamata 'Internacional Day of Thalía'.

## Biografia
Figlia del dottor Ernesto Sodi Pallares (1919-1977), scienziato, chimico e criminologo messicano, e di Yolanda Miranda Mange (1935-2011), pittrice. Uno dei suoi bisnonni nacque a Firenze, Italia. È la minore di cinque sorelle; Laura Zapata, una delle sue sorelle, è anche lei una attrice. Un'altra sorella, Ernestina Sodi, è una giornalista e scrittrice, madre dell'attrice Camila Sodi.
Quando ha compiuto un anno, Thalía è apparsa nel suo primo spot televisivo. All'età di quattro anni ha iniziato a prendere lezioni di danza classica e pianoforte al Conservatorio Nacional de Música in Messico. Suo padre soffriva di diabete e morì, quando Thalía aveva sei anni.
Anni dopo, Thalía ha ammesso pubblicamente che la morte di suo padre l'aveva traumatizzata drasticamente, poiché aveva perso la voce per un anno intero. Ciò le ha portato la diagnosi di disturbo disintegrativo dell'infanzia (CDH), che appartiene a una serie di disturbi dello sviluppo legati allo spettro autistico. Ha detto di aver fatto terapia psicologica per alcuni anni. Secondo quanto riferito, ha menzionato di essere stata vittima di bullismo da bambina a causa della perdita di suo padre.
Thalía ha frequentato la scuola elementare Lycée Franco-Mexicain, dove ha imparato a parlare correntemente il francese in tenera età.
Thalía ha cominciato la sua carriera da bambina: a nove anni ha partecipato al gruppo musicale Din-Din e poi al festival infantile di canto Juguemos a cantar ("Giochiamo a cantare!"). Nel 1986 entrò a far parte del gruppo di giovani Timbiriche, uno dei gruppi più famosi dell'epoca. Durante questo periodo già partecipava anche a telenovele, ma il successo è venuto solo negli anni novanta, quando ha partecipato alla cosiddetta "Trilogia delle Marie" (Trilogía de las Marías), costituita da María Mercedes (1992), Marimar (1994) e María la del barrio (1995-1996).

Il suo primo disco come solista uscì nel 1990 con il titolo Thalía, seguito da Mundo de cristal nel 1991 e Love nel 1992, ma questi non hanno avuto molto successo. Nel 1995 firmò un contratto con l'etichetta discografica EMI, che le aprì il cammino verso i grandi successi internazionali. Il suo primo disco con EMI uscì nello stesso anno con il titolo En éxtasis, quando collaborava col compositore cubano, Emilio Estefan. I successi continuavano con Amor a la mexicana, Arrasando e molti altri dischi. Grazie alla sua popolarità in Los Angeles, il 25 aprile è stato proclamato "Il Giorno di Thalía" ("El Día de Thalía") in quella città nel 1997.

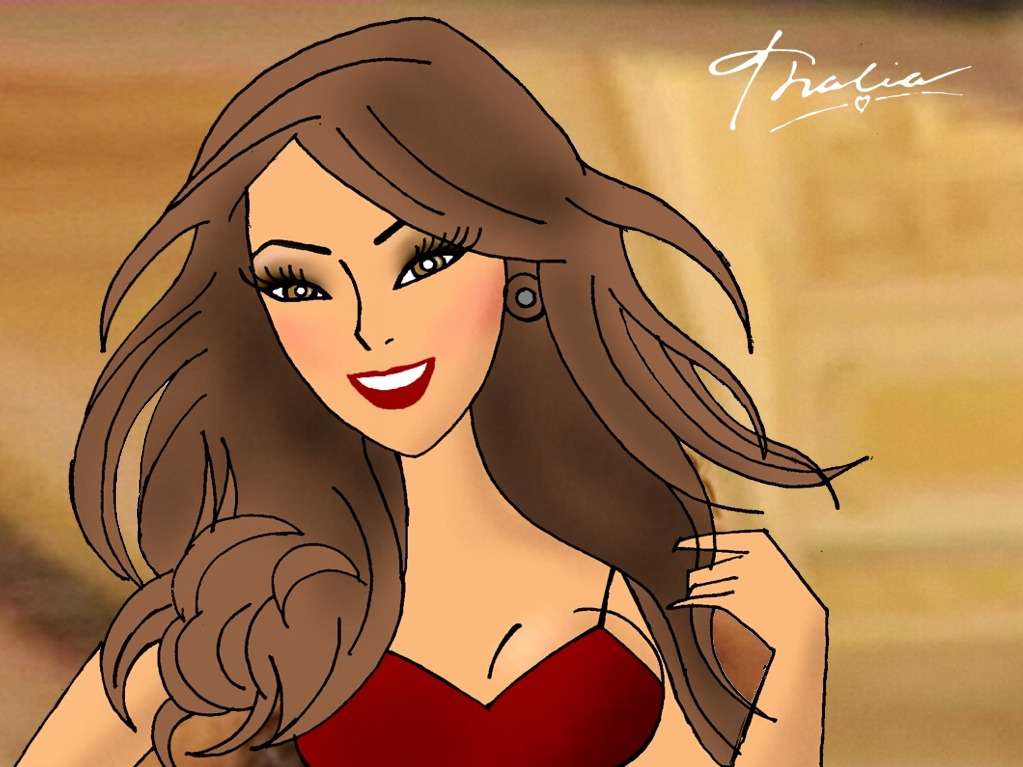
Caricatura di Thalía fatta da Juan Andrés Baldeón Pástor dall'Ecuador

Nel 1999 ha fatto la sua ultima telenovela, Rosalinda. Nel 2003 è stato pubblicato il suo primo album completamente in inglese, in cui nel primo single I Want You collabora con il rapper statunitense Fat Joe. Nel 2004 effettuò il suo primo tour di concerti, denominato High Voltage Tour, nelle città più importanti del Messico e degli Stati Uniti d'America. Nel 2005 ha creato un nuovo lavoro discografico intitolato El sexto sentido del quale esiste anche una riedizione esclusiva in Messico e negli Stati Uniti, intitolata El sexto sentido: Re+Loaded (2006) con quattro nuove canzoni. Nel 2008 la diva messicana incide Lunada (2008) che contiene cover e cinque pezzi inediti di cui il primo singolo Ten paciencia. L'ultimo lavoro discografico, firmato Sony Music, è Primera fila che è stato un boom di vendite: se ne stimano circa tre milioni nel mondo; l'album è stato inciso dalla cantante dal completamente vivo all'Università di Miami.
Nel 2013 viene pubblicato Habítame siempre, dal quale vengono estratti i singoli Manias e Atmosfera. Il disco ha dominato le classifiche internazionali ed è doppio platino in Messico e numero 1 in Billboard USA. Nel marzo 2014 riceve la sua stella sulla Hollywood Walk of Fame. Nel settembre 2014 Thalía incide un duetto con Laura Pausini, per il lancio in Messico della cantante italiana, intitolato Sino a ti e per il quale registrano insieme un videoclip a New York.
Nel novembre 2014 esce Amore mio un album meno unplugged, più elaborato e con ritmo più pop rispetto ai due precedenti firmati Sony; diverse collaborazioni nell'album come Fat Joe e Becky G. Il primo singolo estratto è Por lo que reste de vida per il quale Thalía ha registrato un video, seguito dal singolo Solo parecía amor.
Il 6 maggio 2016 la cantante ha pubblicato il tredicesimo album Latina, che subito registra record di vendite fisiche e digitali conquistando il podio di molti paesi dell'America Meridionale, dell'Europa e degli Stati Uniti d'America. Il primo singolo estratto è un reggaeton in collaborazione con Maluma; il secondo singolo invece Vuelveme a querer diviene subito una power ballad di successo.
Thalía è anche un'imprenditrice di successo: ha al suo attivo collezioni di occhiali, vestiti e prodotti femminili venduti nel mercato americano.
Dal marzo 2007 conduce uno show radio negli Stati Uniti, col titolo Conexión Thalía dedicato al pubblico ispanico di quel paese.

### Vita privata
Dal 2000 abita a New York con suo marito, l'impresario Tommy Mottola. La coppia ha due figli.

## Caratteristiche canore
Come cantante, la sua voce è considerata un soprano nella musica pop, con un registro di tre ottave, e mezzosoprano lirico nella musica classica:
(Thalía — dall'intervista Canta y gana con Thalía del 28 febbraio 2006)

## Discografia

### Album in studio
- 1990 - Thalía (album 1990)
- 1991 - Mundo de cristal
- 1992 - Love
- 1995 - En éxtasis
- 1997 - Amor a la mexicana
- 2000 - Arrasando
- 2002 - Thalía (album 2002)
- 2003 - Thalía (album 2003)
- 2005 - El sexto sentido
- 2008 - Lunada
- 2012 - Habítame siempre
- 2014 - Amore mio
- 2016 - Latina
- 2018 - Valiente
- 2021 - desAMORfosis

### Raccolte
- 2001 - Thalía con banda: Grandes éxitos
- 2003 - Thalía's Hits Remixed
- 2004 - Greatest Hits

### Live
- 2009 - Primera fila

### Album per bambini
- 2014 - Viva Kids vol.1
- 2020 - Viva Kids vol.2

## Videoclip
- ‘’Un pacto entre los dos’’
- ‘’Saliva’’
- ‘’En la intimidad’’
- ‘’Fuego cruzado’’
- ‘’Sangre’’ (“Sangue”)
- ‘’Love’’
- ‘’La vie en rose’’
- ‘’El bronceador’’
- ‘’Flor de juventud’’
- ‘’María Mercedes
- Marimar
- Piel morena ("Pelle brunetta")
- Amándote ("Amandoti")
- Gracias a Dios ("Grazie a Dio")
- Por amor ("Per Amor")
- Mujer Latina ("Donna Latina")
- Amor a la Mexicana ("Amor alla Messicana")
- Entre el mar y una estrella ("Tra il mare ed una stella")
- Regresa a mí ("Ritorna a me")
- Arrasando
- Reencarnación ("Reincarnazione")
- Tú y yo ("Tu ed io")
- No me enseñaste ("Non mi insegnasti")
- ¿A quién le importa? ("A chi importa?")
- I Want You
- Baby, I'm in Love
- Cerca de ti ("Vicino a te")
- Acción y reacción ("Azione e reazione")
- Amar sin ser amada ("Amar senza esser amata")
- Un alma sentenciada ("Un'anima condannata")
- Seducción ("Seduzione")
- Olvídame ("Dimenticami")
- Cantando por un sueño ("Cantando per un sogno")
- No, no, no
- Ten paciencia ("Abbi pazienza!")
- Equivocada ("Sbagliata")
- Qué será de ti ("Che sarà di te")
- Sino a ti (con Laura Pausini)

## Filmografia

### Cinema
- Dance with Me, regia di Randa Haines (1998)
- Mambo Café, regia di Reuben Gonzales (2000)

### Televisione
- Pobre señorita Limantour – telenovela (1986)
- La debuttante (Quinceañera) – telenovela (1987)
- Luz y sombra – telenovela (1989)
- María Mercedes – telenovela (1992)
- Marimar – telenovela (1994)
- María la del Barrio – telenovela (1995)
- Rosalinda – telenovela (1999)

### Doppiatrice
- Anastasia, regia di Donald Virgil Bluth e Gary Goldman (1997)
- Minions, regia di Pierre Coffin (2015)

### Teatro
- 1984: Timbiriche Vaselina – nel ruolo di Sandy

### Documentari
- Las Muchas Vidas de Thalia (2009)

## Doppiatrici italiane
Nelle versioni in italiano dei suoi lavori, Thalía è stata doppiata da:
- Claudia Penoni ne La debuttante
- Beatrice Margiotti in María Mercedes